# Finnentrop
Finnentrop es una comuna o municipio (gemeinde) de Alemania, ubicado en el estado de Renania del Norte-Westfalia. Tiene una población estimada, a fines de 2020, de 16 854 habitantes.
Pertenece a la región de Arnsberg y al distrito de Olpe.

## Geografía
El municipio está ubicado en el extremo norte del distrito de Olpe, entre las sierras de Ebbegebirges al sureste y Homert al noreste. El río Lenne atraviesa el municipio, recorriendo unos 11 km del mismo.

## Historia
Finnentrop fue creado como gemeinde el 1 de julio de 1969, cuando se fusionaron la colectividad municipal (amt) de Serkenkrode (que pertenecía al distrito de Meschede) y los municipios de Schliprüthen, Oedingen y Schönholthausen. Al territorio se le agregaron partes de los municipios de Land di Attendorn, Helden y Oedingen. El nombre de la comunidad deriva del pueblo originario de Finnentrop, que se encuentra a menos de un kilómetro de Bigge, conocido antes como Altfinnentrop (antiguo Finnentrop).
Hasta 1908 el lugar donde hoy se alza la pequeña ciudad de Finnentrop tuvo tres nombres diferentes: Habbecke, Neubrücke ("Puente Nuevo") y, una vez construida la ferrovía Ruhr-Sieg, Bahnhof Finnentrop ("Estación ferroviaria de Finnentrop"). En Neubrücke solo existía un edificio y el puente que se alzaba sobre Bigge, que se puede datar hacia 1847. Habbecke, por su parte, tiene orígenes medievales.[cita requerida]

## Personajes ilustres
- Henry M. Arens (1873-1963), político, vicegobernador de Minesota y miembro de la Cámara de Representantes de los Estados Unidos.
- Erich Feldmann (1929-1998), sacerdote e historiador de la iglesia.
- Reinhard Wilhelm (1946-), científico.
- Andreas Schmidt  (1963-), actor.

## Ciudades hermanadas
Dixmuda, Bélgica
 Helbra, Alemania